# Jussi Linajärv
Jussi Linajärv (est. Jussi Linajärv) – jezioro w Estonii, w prowincji Harjumaa, w gminie Kuusalu. Położone jest 5 km na południe od wsi Kemba. Ma powierzchnię 5,5 ha, linię brzegową o długości 1086 m, długość 370 m i szerokość 250 m. Jest otoczone lasem.  Sąsiaduje z jeziorami Jussi Kõverjärv, Jussi Mustjärv, Jussi Pikkjärv, Jussi Suurjärv i Jussi Väinjärv. Położone jest na terenie rezerwatu przyrody Põhja-Kõrvemaa (est. Põhja-Kõrvemaa looduskaitseala).